# Davor Mladina
Davor Mladina (Split, 26. studenoga 1959.) hrvatski je nogometni trener i bivši nogometaš. Trenutačno je trener Dubrave Tim Kabel.

## Trenerska karijera
Vodio je klubove poput: NK Imotskog, Hrvatskog dragovoljca, Širkog Brijega i nekih stranih poput Ras-Al-Khaime. Trenirao je Imotski, Marsoniju, Mosor, Primorac 1929, GOŠK iz Gabele, Široki Brijeg, Lučko, Goricu, Ras Al-Khaimu, Cibaliju, SV Horn, Međimurje i nekoliko puta Hrvatski dragovoljac.
Dana 21. kolovoza 2021. godine postao je novi (stari) trener Hrvatskoga dragovoljca. Dragovoljca je trenirao do siječnja 2022. godine, a početkom listopada iste godine preuzeo je NK Rudeš.